# La Espero
La Espero (esp. nadzieja) – utwór używany jako hymn języka międzynarodowego esperanto. Do słów Ludwika Zamenhofa melodię (której jednak nigdy nie uznano za oficjalny hymn Światowego Kongresu Esperanto) skomponował Belg Félicien Menu de Ménil. Ta marszowa melodia - choć najbardziej popularna - nie była pierwszą, skomponowaną do słów Zamenhofa. W roku 1891 inną melodię hymnu zaproponował Claes A. Adelsköld.
Podczas pierwszego Światowego Kongresu Esperanto w roku 1905 zaproponowano dwa hymny: de Ménila i Adelskölda, jednak żadnego z nich nie przyjęto jako oficjalny. 

## Słowa hymnu
| En la mondon venis nova sento, tra la mondo iras forta voko; per flugiloj de facila vento nun de loko flugu ĝi al loko. Ne al glavo sangon soifanta ĝi la homan tiras familion: al la mond' eterne militanta ĝi promesas sanktan harmonion. Sub la sankta signo de l' espero kolektiĝas pacaj batalantoj, kaj rapide kreskas la afero per laboro de la esperantoj. Forte staras muroj de miljaroj inter la popoloj dividitaj; sed dissaltos la obstinaj baroj, per la sankta amo disbatitaj. Sur neŭtrala lingva fundamento, komprenante unu la alian, la popoloj faros en konsento unu grandan rondon familian. Nia diligenta kolegaro en laboro paca ne laciĝos, ĝis la bela sonĝo de l' homaro por eterna ben' efektiviĝos. | W świat weszło nowe uczucie, przez świat idzie mocne wołanie; na skrzydłach lekkiego wiatru teraz niech z miejsca leci ono na miejsce. Nie dla miecza krwi spragnionego ono ścieśnia ludzką rodzinę: światu wiecznie walczącemu ono obiecuje świętą harmonię. Pod świętym znakiem nadziei zbierają się o pokój walczący, i szybko rośnie sprawa pracą ludzi mających nadzieję. Silnie stoją mury tysiącleci pomiędzy narodami podzielonymi; lecz pękną uparte bariery, świętą miłością rozbite. Na neutralnym językowym fundamencie, rozumiejąc jeden drugiego, narody utworzą w zgodzie jeden wielki krąg rodzinny. Nasze pilne grono kolegów pracą pokojową się nie zmęczy, dopóki piękny sen ludzkości na wieczną chwałę nie urzeczywistni się. | Nowych uczuć trysnęłaś krynico, Idzie światem potężne wołanie... Niech je wiatry na skrzydła pochwycą, Niech rozniosą po życiowym łanie... Głos się rozszedł - wzywa ludzkie rzesze Nie do mieczy, nie do krwawej burzy... On nadzieję świętą w sercach krzesze Ludziom-wrogom wieczny pokój wróży! Pod sztandarem tej świętej nadziei Pokojowi się kupią szermierze... Szybko rośnie moc drogiej idei Dzięki pracy i niezłomnej wierze! Trwałe mury dzieliły narody, Między nimi stały lat tysiące... Ale padną oporne przegrody, Gdy uderzą w nie serca gorące. Na osnowie jednej wspólnej mowy Ludy myślą napełnią się Bożą, W zrozumieniu i w zgodzie świat nowy - Jedną wielką rodzinę utworzą. Więc szermierze wytrwają w jedności Wielkim trudem się swoim nie zmęczą, Póki piękne marzenie ludzkości Nie zabłyśnie nam wieczystą tęczą! Przełożył z esperanta Leo Belmont |